# Географија Луксембурга
Луксембург је једна од најмањих држава у Европи. Рангиран је као 167. држава у свету по величини. Покрива око 2.586 km². На западу се граничи са белгијском провинцијом Луксембург, који је (са 4.443 km²) скоро двоструко већи од државе Луксембург. 
Источну границу Луксембурга чине три реке, Мозел, Сауер и Оур.